# Filziges Haarkelchmoos

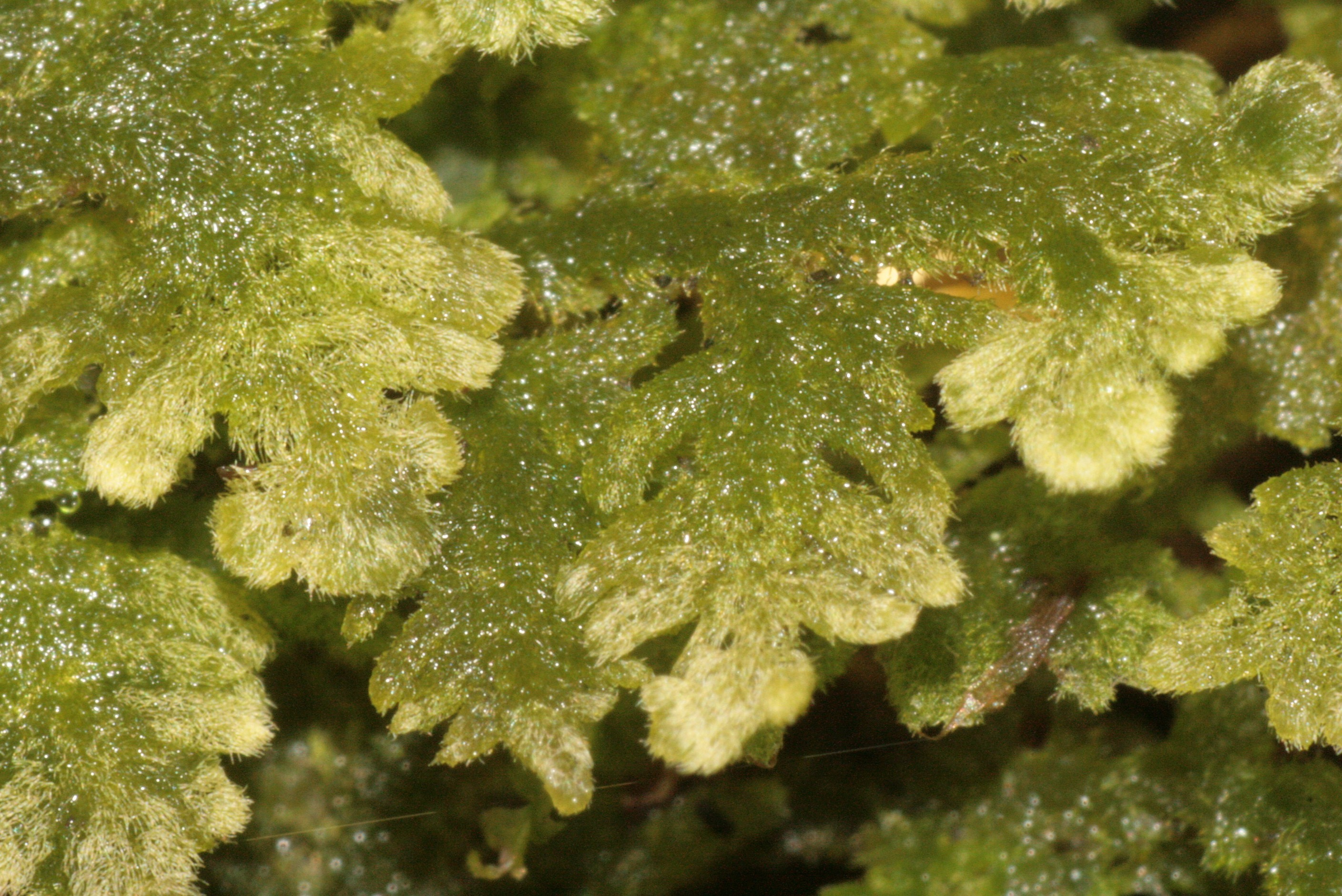
Nahansicht

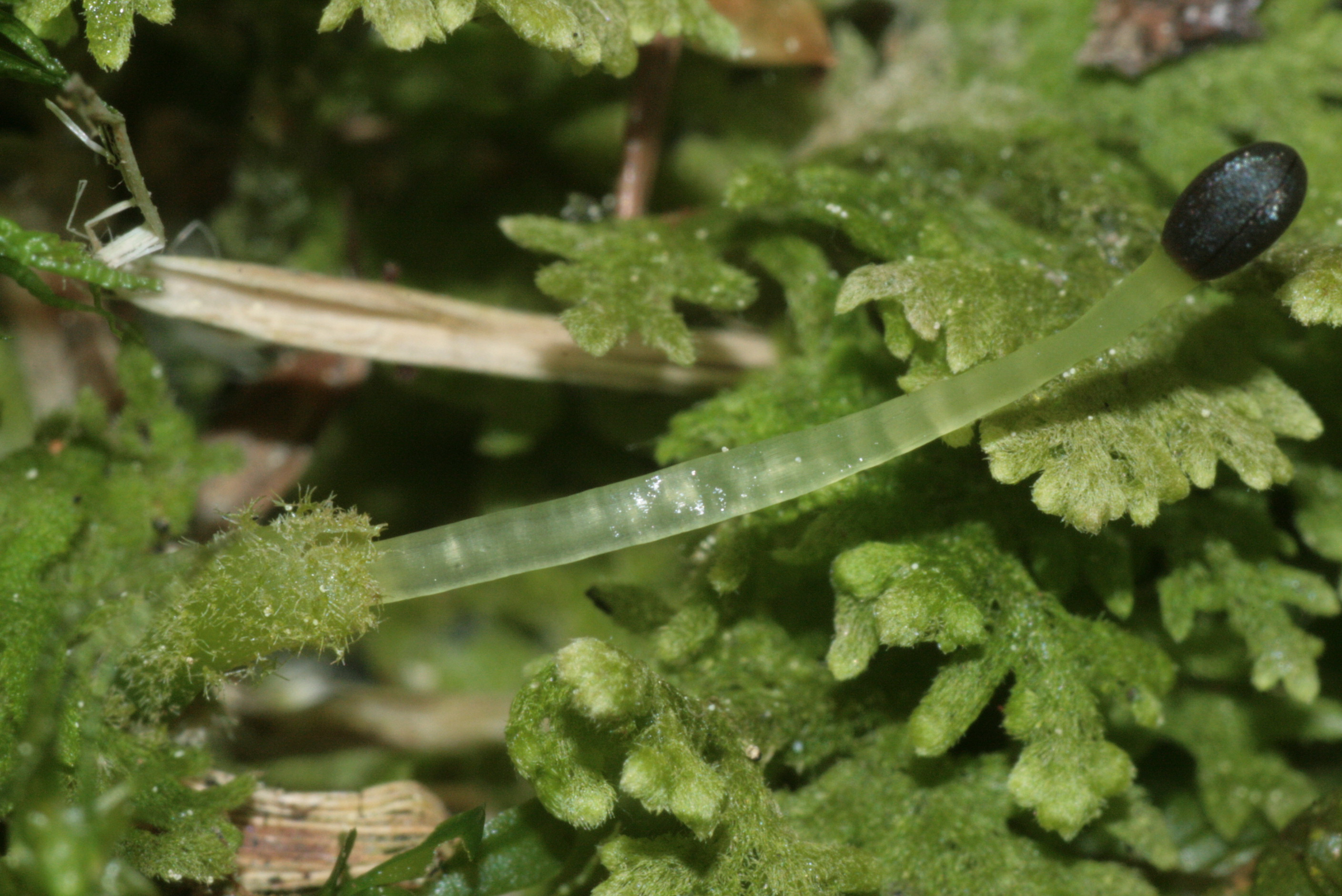
Sporophyt

Das Filzige Haarkelchmoos (Trichocolea tomentella) ist eine Lebermoos-Art aus der Familie Trichocoleaceae. Es gehört wohl zu den schönsten europäischen Lebermoosen und ist hier der einzige Vertreter der vorwiegend tropisch verbreiteten Gattung Trichocolea.

## Merkmale
Trichocolea tomentella bildet lockere, hellgrüne, schwammig aussehende Rasen. Die kräftigen Pflanzen werden bis 10 Zentimeter lang und sind regelmäßig 2- bis 3-fach gefiedert. Die unterschlächtig angeordneten Flankenblätter sind fast bis zum Grund in 4 bis 5 nur wenige Zellen breite Lappen geteilt, die ihrerseits wiederum mit langen einzellreihigen und verzweigten Wimpern besetzt sind. Zwischen den Flankenblättern gibt es zahlreiche in lange Wimpern zerschlitzte Paraphyllien. Die Unterblätter ähneln den Flankenblättern. Die Laminazellen sind rechteckig, etwa 58 × 18 µm groß und dünnwandig, die Zellen der Wimpern sind etwas länger. Pro Blattzelle sind 5 bis 8 Ölkörper vorhanden.
Die Pflanzen sind diözisch. Sporophyten werden nur sehr selten gebildet, sie haben eine etwa 3 cm lange Seta mit länglich-runder Sporenkapsel.

## Standortansprüche und Verbreitung
Trichocolea tomentella wächst auf Erde, Humus und übererdeten Kalkfelsen an mäßig sauren bis neutralen, feuchten bis nassen, schattigen und luftfeuchten Standorten wie Bachrändern, Waldschluchten und quelligen Stellen in Erlenbrüchen. Es ist in den unteren Gebirgslagen verbreitet, im Tiefland kommt es zerstreut vor.
Außereuropäische Vorkommen finden sich in Asien, im östlichen Nordamerika, im westlichen Südamerika und in Ozeanien.

## Sonstiges
Die Bryologisch-lichenologische Arbeitsgemeinschaft für Mitteleuropa benannte das Filzige Haarkelchmoos als Moos des Jahres 2025.